# Тренквальд, Йозеф Матиас
Йозеф Матиас Тренквальд (нем. Joseph Matthias Trenkwald; 13 марта 1824, Прага — 28 июля 1897, Перхтольдсдорф) — австрийский живописец.

## Биография
С 1841 по 1851 год учился в Пражской академии искусств у Христиана Рубена. В 1840-е годы писал крупные полотна на сюжеты из чешской истории, особенно из эпохи гуситских войн. Проиллюстрировал «Книгу песен» Генриха Гейне. С 1852 года работал в Вене, затем в течение пяти лет жил в Риме. По возвращении в Вену в 1861 году обратился преимущественно к религиозной тематике, однако не оставлял и исторической темы: известны его крупные полотна «Леопольд Славный въезжает в Вену по возвращении из Крестового похода» (1872), «Томас Мюнцер», «Король Энцо» и др. Кроме того, Тренквальд много работал с фресками в венских и пражских церквях.
В 1867—73 годах — директор Пражской академии искусств, затем преподавал в Венской академии художеств. Среди его известных учеников — Богумир Роубалик и Петр Майкснер.